# Cerithiopsis warmkae
Cerithiopsis warmkae là một loài ốc biển, động vật chân bụng trong họ Cerithiopsidae. Nó được Jong and Coomans mô tả năm 1988.

## mô tả
Chiều dài tối đa của vỏ ốc được ghi nhận là 5 mm.

## Môi trường sống
Độ sâu tối thiểu được ghi nhận là 58 m. Độ sâu tối đa được ghi nhận là 58 m.